# Гарбатувка (Люблінське воєводство)
Гарбатувка (пол. Garbatówka) — село в Польщі, у гміні Циців Ленчинського повіту Люблінського воєводства. Населення — 124 особи (2011).

## Історія
За даними етнографічної експедиції 1869—1870 років під керівництвом Павла Чубинського, у селі здебільшого проживали українськомовні греко-католики, меншою мірою — польськомовні римо-католики.
У 1975—1998 роках село належало до Холмського воєводства.

## Демографія
Демографічна структура станом на 31 березня 2011 року:
|          | Загалом | Допрацездатний вік | Працездатний вік | Постпрацездатний вік |
| -------- | ------- | ------------------ | ---------------- | -------------------- |
| Чоловіки | 64      | 18                 | 40               | 6                    |
| Жінки    | 60      | 13                 | 29               | 18                   |
| Разом    | 124     | 31                 | 69               | 24                   |